# Franco Agnesi
Mons. Franco Maria Giuseppe Agnesi (* 4. prosince 1950, Miláno) je italský římskokatolický duchovní a pomocný biskup milánské arcidiecéze.

## Život
Narodil se 4. prosince 1950 v Milánu.
Po střední škole nastoupil do Arcibiskupského semináře v Milánu. Dne 8. června 1974 jej kardinál Giovanni Umberto Colombo vysvětil na kněze. Stal se vicerektorem semináře v Saronno. Od roku 1980 působil jako diecézní asistent sektoru pro mládež Katolické akce, nsledně se stal generálním asistentem. Od roku 1990 byl zodpovědný za pastoraci mládeže arcidiecéze.
V letech 1994–1995 byl zodpovědný za Federazione Oratori Milanesi.
Byl jmenován generálním vikářem, moderátorem kurie milánské arcidiecéze, předsedou rady pro ekonomické záležitosti a předsedou Caritas Ambrosiana. Roku 1995 mi byl udělen titul Prelát Jeho Svatosti.
V letech 2003–2008 byl farářem farnosti svatého Jana Křtitele v Cesano Boscone a děkanem děkanátu Cesano Boscone. Od roku 2008 začal sloužit jako probošt a děkan v Busto Arsizio. Roku 2012 byl jmenován biskupským vikářem Zona II. (Varese).
Dne 24. května 2014 jej papež František jmenoval pomocným biskupem milánské arcidiecéze a titulárním biskupem z Dusy. Biskupské svěcení přijal 28. června 2014 z rukou kardinála Angela Scoly. Spolusvětiteli byli kardinál Dionigi Tettamanzi a biskup Mario Enrico Delpini.